# Provinz Pommern
Die im norddeutschen Tiefland gelegene Provinz Pommern war die 1815 nach dem Wiener Kongress aus dem Herzogtum Pommern und dem nordöstlichen Teil der Neumark gebildete Provinz Preußens. Sie bestand aus dem westlich der Oder gelegenen Vorpommern und Hinterpommern. Hauptstadt war Stettin.
Als Landeshymne hatte sich das Pommernlied etabliert. Es entstand um 1850 und geht auf den Theologen und Dichter Adolf Pompe zurück.
Nach der Kapitulation der Wehrmacht wurden die östlich der Oder-Neiße-Linie liegenden Gebiete Pommerns – militärische Sperrgebiete ausgenommen – 1945 seitens der sowjetischen Besatzungsmacht der Volksrepublik Polen zur Verwaltung unterstellt. Am 5. Juli 1945 stellte dann die SMAD im Schweriner Grenzvertrag das gesamte Stettiner Gebiet unter polnische Verwaltung. Die westlichen Alliierten, die in der Anti-Hitler-Koalition an der Seite der Sowjetunion gekämpft hatten, akzeptierten den Status quo gemäß dem Potsdamer Abkommen.
Der bei Deutschland verbliebene größte Teil Vorpommerns bildet den Ostteil des Landes Mecklenburg-Vorpommern. Ein kleinerer Teil Vorpommerns um die Stadt Gartz liegt im Land Brandenburg. Hinterpommern einschließlich der westlich der Oder gelegenen – ursprünglich zu Vorpommern gehörenden Städte Stettin und Swinemünde auf Usedom, der Insel Wollin und des sogenannten Stettiner Zipfels – bilden den größten Teil der polnischen Woiwodschaft Westpommern. Der östlichste Teil Hinterpommerns liegt in der Woiwodschaft Pommern.

## Gebiet und Einwohnerentwicklung
Im Jahr 1905 war die Provinz Pommern 30.120 km² groß und zählte 1.684.326 Einwohner (= 56/km²). Darunter 1.616.550 Evangelische, 50.206 Katholiken und 9960 Juden. Die Provinz zählte damit zu den am dünnsten besiedelten Gebieten Preußens und Deutschlands. Nur Ostpreußen wies eine noch geringere Bevölkerungsdichte auf.
Nachdem aufgrund des Versailler Vertrages von 1919 ein Gebiet von 6,64 km² Größe, das zuvor zu den östlichen Landkreisen Bütow, Lauenburg und Stolp gehört und im Jahre 1910 insgesamt 224 Einwohner aufgewiesen hatte, an die polnische Woiwodschaft Pommerellen abgetreten werden musste, wurde die Fläche der Provinz Pommern, ohne das Stettiner Haff, die Bodden und sonstigen Meeresteile, im Jahr 1925 mit 30.208 km² angegeben und die Einwohnerzahl mit 1.878.780.
Im Jahr 1905 lebten in der Provinz 14.162 Personen (0,84 %) mit polnischer und am Lebasee sowie am Garder See insgesamt 310 Personen mit kaschubischer Muttersprache. Zehn Jahre zuvor waren es 9913 (0,66 %) bzw. 704 gewesen, von denen auf die Regierungsbezirke Köslin 5631 (1,01 %), Stettin 3207 (0,43 %) und Stralsund 1075 (0,52 %) entfielen.
Die Provinz besaß eine winzige Exklave in Mecklenburg, die Säben Dörper (Sieben Dörfer) genannt wurde. Sie bestand zuletzt aus den Gemeinden Pinnow, Rottmannshagen und Zettemin. 1937 wurde sie Mecklenburg zugeschlagen.
| Jahr | Einwohner |
| ---- | --------- |
| 1819 | 729.834   |
| 1846 | 1.165.073 |
| 1871 | 1.431.633 |
| 1880 | 1.540.034 |
| 1890 | 1.520.889 |
| 1900 | 1.634.832 |
| 1905 | 1.684.326 |
| 1910 | 1.716.921 |
| 1925 | 1.878.780 |
| 1933 | 1.920.897 |
| 1939 | 2.393.844 |

## Geschichte
Durch den Westfälischen Frieden 1648 kam Hinterpommern an Brandenburg und Vorpommern wurde zu Schwedisch-Pommern. Zwar gelang dem brandenburgischen Kurfürsten Friedrich Wilhelm I. 1678 die Eroberung ganz Schwedisch-Pommerns, doch musste er auf Druck Frankreichs im Frieden von Saint-Germain (1679) auf den überwiegenden Teil der eroberten Gebiete verzichten. Nach dem Ende des Großen Nordischen Krieges (1700–1721) kam der Teil Vorpommerns südlich der Peene zu Preußen (Altvorpommern). Bei der territorialen Neuordnung Europas 1815 wurde auch der zuletzt schwedisch gebliebene Teil Vorpommerns mit der Insel Rügen preußisch (Neuvorpommern). Gleichzeitig erhielt Pommern die Kreise Dramburg und Schivelbein sowie die nördlichen Teile des Kreises Arnswalde mit der Stadt Nörenberg von der Neumark, die ansonsten bei der Provinz Brandenburg verblieb.
Während der Weimarer Republik war bei den Wahlen zum Provinziallandtag bis 1929 und den Reichstagswahlen bis 1930 stets die Deutschnationale Volkspartei (DNVP) stärkste Kraft in Pommern. Diese holte hier ihre reichsweit höchsten Ergebnisse (Reichstagswahl Mai 1924: 49,5 Prozent). Ab 1930 verlor sie jedoch stark zugunsten der NSDAP. Bei der letzten demokratischen Reichstagswahl, im März 1933, erzielten die Nationalsozialisten in Pommern mit 56,3 % nach Ostpreußen den zweitgrößten Stimmenanteil in einem Wahlkreis des Deutschen Reichs. Zusammen mit den Stimmen der DNVP stimmten die Wahlberechtigten zu 73,3 % für rechtsextreme Parteien – der höchste Wert in einem Wahlkreis.
Ab März 1945 wurde Hinterpommern, einschließlich des Gebiets um Stettin, seitens der sowjetischen Besatzungsmacht der Volksrepublik Polen vorläufig zur Verwaltung überlassen. In der Folgezeit unternahm die polnische Administration im Stadtkreis Stettin, im sogenannten Stettiner Zipfel wie auch in ganz Hinterpommern, militärische Sperrgebiete vorerst
ausgenommen, die politisch unbegründbare, „wilde“ Vertreibung der einheimischen Bevölkerung. Das von den einheimischen Bewohnern entvölkerte Gebiet wurde de facto administrativ dem polnischen Staat eingegliedert. Es siedelten sich anschließend Polen an. Der verbleibende Teil Vorpommerns wurde 1945 Teil der Sowjetischen Besatzungszone. Der freie, nicht im kommunistischen Machtbereich liegende Teil Vorpommerns wurde Anfang Juli 1945 Teil des neu gebildeten Landes Mecklenburg-Vorpommern. Die selbst völkerrechtlich nicht anerkannte DDR schloss 1950 einen Grenzvertrag mit der Volksrepublik Polen ab. Die Bundesrepublik Deutschland garantierte die Unverletzlichkeit der Nachkriegsgrenze vorbehaltlich einer zukünftigen friedensvertraglichen Regelung 1972 und nochmals im deutsch-polnischen Grenzvertrag.

## Die Verwaltungsgliederung in der Provinz Pommern von 1816 bis 1945

Verwaltungsgliederung Pommerns im Jahr 1913:

Verwaltungsgliederung Pommerns im Jahr 1939

1816 bestand die Provinz Pommern aus den drei Regierungsbezirken Köslin, Stettin und Stralsund. In der Zeit bis 1945 hat sich die territoriale Verwaltungsgliederung in der überwiegend landwirtschaftlich strukturierten Provinz Pommern wiederholt verändert.
Im 19. Jahrhundert wurden zwei große Kreise aufgeteilt: Der Kreis Lauenburg-Bütow wurde 1846 geteilt in die Kreise Lauenburg i. Pom. und Bütow. Der Kreis Fürstenthum wurde 1872 aufgeteilt in die Kreise Köslin, Kolberg-Körlin und Bublitz.
Während der Weimarer Republik wurden umgekehrt zwei kleine Kreise in größere eingegliedert: Der erst 1872 gebildete Kreis Bublitz wurde 1932 in den Kreis Köslin eingegliedert, wobei die Kreisgrenzen teilweise geändert wurden. 1932 wurde der Kreis Schivelbein in den Kreis Belgard eingegliedert. Ebenfalls 1932 wurde der Regierungsbezirk Stralsund aufgelöst und sein Bezirk dem Stettiner Regierungsbezirk zugeschlagen.
Während der Zeit des Nationalsozialismus fanden umfangreiche Neugliederungen statt. Zum 1. Oktober 1938 wurden die Grenzen der preußischen Provinz Pommern neu gezogen: Die Provinz Grenzmark Posen-Westpreußen wurde aufgelöst und mit ihren meisten Kreisen als neuer Regierungsbezirk Grenzmark Posen-Westpreußen mit Sitz in Schneidemühl in die Provinz Pommern integriert. Zusätzlich wurden die Landkreise Arnswalde und Friedeberg (Neumark) aus der Provinz Brandenburg sowie die pommerschen Kreise Dramburg und Neustettin in den neuen Regierungsbezirk eingegliedert.
Eine letzte Änderung ihrer Kreisstruktur erfuhr die Provinz Pommern 1939 mit dem Groß-Stettin-Gesetz: Der Kreis Randow wurde vollständig aufgelöst und seine Gemeinden den umliegenden Kreisen zugeteilt, wodurch vor allem der Stadtkreis Stettin vergrößert wurde (siehe Kreis Randow#Städte und Gemeinden 1939).

### Neu gegründete Stadtkreise
Außer dem bereits 1816 bestehenden Stadtkreis Stettin entstanden im Laufe der Zeit die folgenden weiteren Stadtkreise:
| Name des Stadtkreises | Gründungsjahr | vorheriger Landkreis  |
| --------------------- | ------------- | --------------------- |
| Stralsund             | 1873          | Kreis Franzburg-Barth |
| Stolp                 | 1898          | Kreis Stolp           |
| Stargard              | 1901          | Kreis Saatzig         |
| Greifswald            | 1913          | Kreis Greifswald      |
| Kolberg               | 1920          | Kreis Kolberg-Körlin  |
| Köslin                | 1923          | Kreis Köslin          |

### Verwaltungsgliederung der Provinz Pommern 1945
Mit Stand 1945 war die Provinz Pommern wie folgt gegliedert:

#### Regierungsbezirk Grenzmark Posen-Westpreußen
Der Regierungsbezirk Grenzmark Posen-Westpreußen bestand aus einem Stadtkreis und acht Landkreisen:
Stadtkreise
1. Schneidemühl

Landkreise
1. Kreis Arnswalde
2. Kreis Deutsch Krone
3. Kreis Dramburg
4. Kreis Flatow
5. Kreis Friedeberg Nm.
6. Netzekreis (Sitz: Schönlanke)
7. Kreis Neustettin
8. Kreis Schlochau

#### Regierungsbezirk Köslin
Der Regierungsbezirk Köslin bestand aus drei Stadtkreisen und zehn Landkreisen:
Stadtkreise
1. Köslin
2. Kolberg
3. Stolp

Landkreise
1. Kreis Belgard
2. Kreis Bütow
3. Kreis Greifenberg
4. Landkreis Köslin
5. Kreis Kolberg-Körlin (Sitz: Kolberg)
6. Kreis Lauenburg i. Pom.
7. Kreis Regenwalde (Sitz: Labes)
8. Kreis Rummelsburg
9. Kreis Schlawe
10. Kreis Stolp

#### Regierungsbezirk Stettin
Der Regierungsbezirk Stettin bestand aus vier Stadtkreisen und dreizehn Landkreisen:
Stadtkreise
1. Greifswald
2. Stargard i. Pom.
3. Stettin
4. Stralsund

Landkreise
1. Kreis Anklam
2. Kreis Cammin i. Pom.
3. Kreis Demmin
4. Kreis Franzburg-Barth (Sitz: Barth)
5. Kreis Greifenhagen
6. Landkreis Greifswald
7. Kreis Grimmen
8. Kreis Naugard
9. Kreis Pyritz
10. Kreis Rügen (Sitz: Bergen auf Rügen)
11. Kreis Saatzig (Sitz: Stargard i. Pom.)
12. Kreis Ueckermünde
13. Kreis Usedom-Wollin (Sitz: Swinemünde)

## Politik

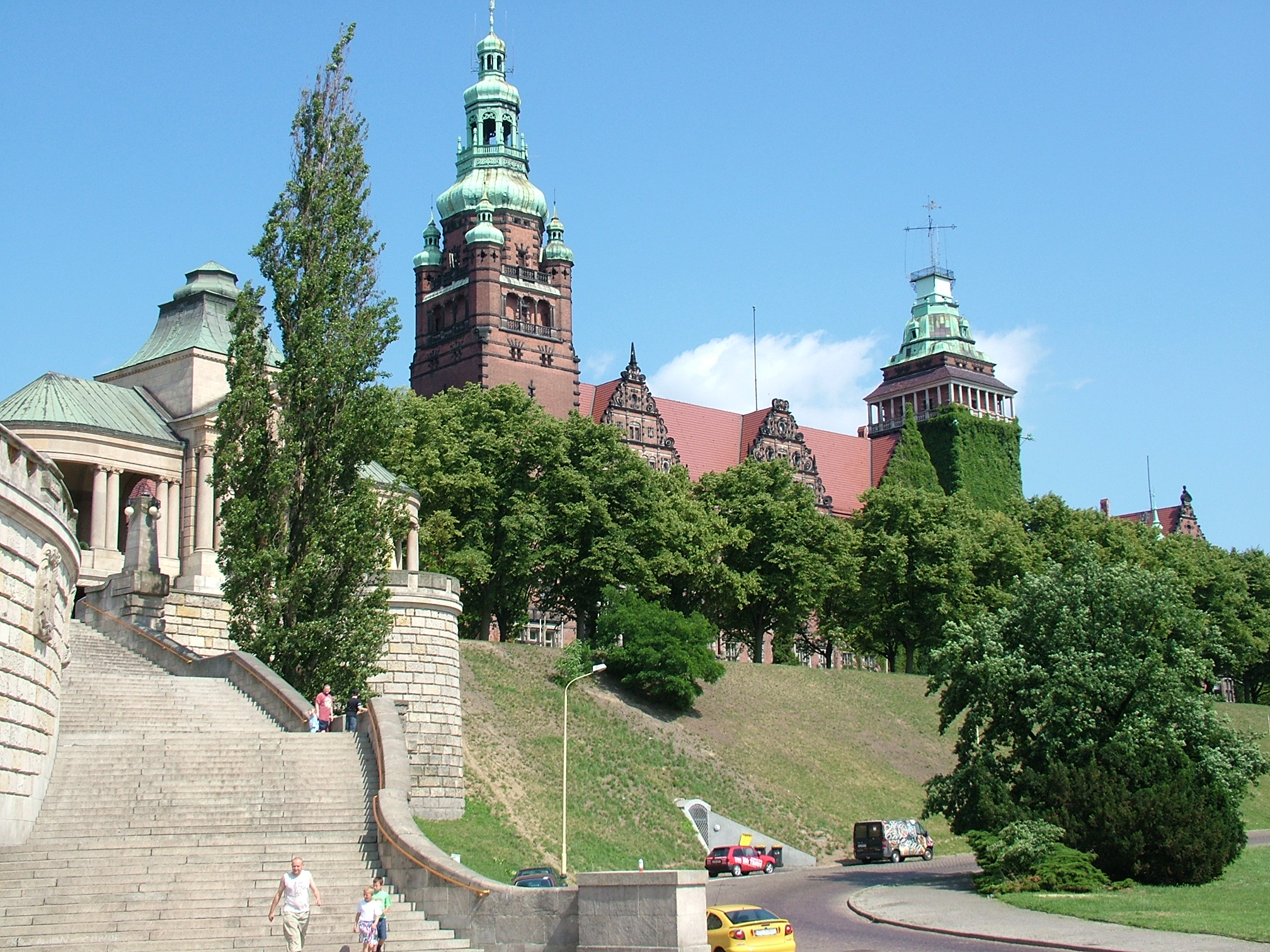
Gebäude der Regierung des Regierungsbezirkes Stettin an der Hakenterrasse in Stettin, heute der Sitz der Woiwodschaftsverwaltung Westpommern

### Statthalter
Nachdem die Grenzfragen mit Schweden im Gefolge des Westfälischen Friedens geklärt worden waren, ernannte der Große Kurfürst einen Statthalter für Hinterpommern. Die Nachfolger waren für die 1679, 1720 und 1818 vergrößerte Provinz Pommern zuständig. Einen wirklichen Anteil an der Verwaltung des Landes hatten sie seit dem Beginn der 18. Jahrhunderts nicht mehr. Seit dem Beginn des 19. Jahrhunderts war Pommern die einzige Provinz, die durch die kontinuierliche Ernennung eines Statthalters ausgezeichnet wurde.
- 1650–1659 Philipp von Horn, letzter pommerscher Kanzler
- 1659–1665 Vakanz
- 1665–1678 Ernst Bogislaw von Croÿ , Neffe des letzten Herzogs von Pommern
- 1678–1695 Georg von Derfflinger, Feldmarschall
- 1695–1706 Heino Heinrich von Flemming, Feldmarschall
- 1706–1731 Albrecht Friedrich von Brandenburg-Schwedt, Halbbruder König Friedrichs I.
- 1731–1786 Vakanz
- 1786–1797 Friedrich Wilhelm (III.), Kronprinz
- 1798–1840 Friedrich Wilhelm (IV.), Kronprinz (ernannt im Alter von zwei Jahren)
- 1840–1861 Wilhelm (I.), Kronprinz
- 1861–1888 Friedrich (III.), Kronprinz
- 1888–1911 Vakanz
- 1911–1918 Eitel Friedrich Prinz von Preußen, zweiter Sohn Kaiser Wilhelms II.

### Oberpräsidenten
Mit der preußischen Verwaltungsreform (1815) wurde das Amt des Oberpräsidenten mit Sitz in Stettin geschaffen. Bis 1945 hatte Pommern 15 Oberpräsidenten:
- 1815–1816: Karl von Ingersleben
- 1816–1831: Johann August Sack
- 1831–1835: Moritz Haubold von Schönberg
- 1835–1852: Wilhelm von Bonin
- 1852–1866: Ernst Senfft von Pilsach
- 1867–1882: Ferdinand von Münchhausen
- 1883–1891: Ulrich von Behr-Negendank
- 1891–1899: Robert Viktor von Puttkamer
- 1900–1911: Helmuth von Maltzahn
- 1911–1917: Wilhelm von Waldow
- 1917–1918: Hermann Freiherr von Ziller
- 1918–1919: Georg Michaelis
- 1919–1930: Julius Lippmann (DDP)
- 1930–1933: Carl von Halfern (DVP)
- 1934–1945: Franz Schwede (NSDAP)

### Provinzialverband
Von 1876 bis 1945 bestand auf dem Gebiet der Provinz Pommern der Provinzialverband Pommern als höherer Kommunalverband. Der Provinziallandtag des Provinzialverbandes wurde zunächst durch die Kreise und kreisfreien Städte gewählt, von 1921 bis 1933 dann in unmittelbarer Wahl durch die Bürger der Provinz. Der Provinzialverband bestand formal bis 1945 fort. Jedoch wurde seine selbständige Stellung bereits 1933 und 1934 im Rahmen der Gleichschaltung beseitigt.

## Entwicklung des Eisenbahnnetzes
Die Provinz Pommern wurde maßgeblich von der Berlin-Stettiner Eisenbahn-Gesellschaft (BStE) erschlossen, die 1843 ihre erste Strecke von Berlin bis Stettin und 1846 weiter bis Stargard eröffnete. Hier schloss sich 1847 die Stargard-Posener Eisenbahn-Gesellschaft an. Sie ging 1851/52 auf die staatliche Preußische Ostbahn über, deren erste Magistrale 1851 im damals westpreußischen Kreuz begann und über Schneidemühl nach Bromberg führte. Der Anschluss von Frankfurt (Oder) kam 1857 zustande. Von Schneidemühl ging es 1871 in Richtung Konitz–Dirschau weiter. Weitere Nebenbahnen und Querverbindungen mit dem Knotenpunkt Neustettin folgten in den Jahren 1877/78.
1878 Anschließend wurde die Hinterpommersche Eisenbahn, ein Teilnetz der Berlin-Stettiner Eisenbahn-Gesellschaft, in staatliche Regie übernommen und in die Königliche Eisenbahn-Direktion der Ostbahn eingegliedert; sie hatte schon 1859 die Bahnlinie von Stargard bis Köslin nebst einer Abzweigung Belgard–Kolberg weitergeführt und 1869/70 über Stolp die westpreußische Hauptstadt Danzig erreicht.
In das westlich der Oder gelegene Vorpommern führte die Berlin-Stettiner Eisenbahn-Gesellschaft im Jahre 1863 Strecken von Stettin und Angermünde, die sich in Pasewalk vereinigten und über Anklam–Greifswald in Stralsund endeten. Dorthin führte ab 1877/78 auch die Berliner Nordbahn, eine Bahnstrecke über Neubrandenburg und Demmin.
Die Hauptstrecke entlang der Oder zwischen Küstrin und Stettin wurde 1876/77 von der Breslau-Schweidnitz-Freiburger Eisenbahn-Gesellschaft gebaut.
Im Jahre 1882 nahmen dann die Altdamm-Colberger Eisenbahn-Gesellschaft und die Stargard-Cüstriner Eisenbahn-Gesellschaft ihren Betrieb auf.
In den folgenden Jahren übernahm die Preußische Staatsbahn alle diese Privatbahngesellschaften und ergänzte sie durch Nebenbahnen.
Zusätzlich entstanden gerade in Pommern – nach der Schaffung der gesetzlichen Voraussetzungen – in vielen Kreisen bis zum Ersten Weltkrieg zahlreiche Kleinbahnbetriebe, an denen Land, Provinz, Kreise, Städte und private Interessenten – meistens auch die Firma Lenz & Co GmbH als Erbauer und Betriebsführer – beteiligt waren. Sie erschlossen mit z. T. schmalspurigen Bahnen einfacher Bauart die ländlichen Gebiete. Ab 1910 vereinigten sie sich zu einer gemeinsamen Betriebsführung unter Leitung der Kleinbahnabteilung des Provinzialverbandes, seit 1937 in der Landesbahndirektion Pommern. Schließlich fasste man 1940 alle Kleinbahnen in einer Körperschaft des öffentlichen Rechts zusammen unter der Bezeichnung Pommersche Landesbahnen.